# Стара Білиця (Курська область)
Стара Білиця (рос. Старая Белица) — село в Конишевському районі Курської області Російської Федерації.
Населення становить 348 осіб. Входить до складу муніципального утворення Старобілицька сільрада.

## Історія
Населений пункт розташований на території українського етнічного та культурного краю Східна Слобожанщина.
Від 2004 року входить до складу муніципального утворення Старобілицька сільрада.

## Населення
| 2002 | 2010 |
| ---- | ---- |
| 569  | ↘348 |